# Fritz von Unruh
Fritz von Unruh (Coblenza, 10 maggio 1885 – Diez, 28 novembre 1970) è stato uno scrittore e drammaturgo tedesco.
Nato in una famiglia aristocratica prussiana di tradizione militare, approdò a posizioni pacifiste a seguito dell'esperienza sconvolgente della prima guerra mondiale. Nel 1933 dovette emigrare in Francia e poi negli Stati Uniti a causa della sua opposizione al Nazismo.
Ha esordito con il dramma Ufficiali (Offiziere, 1912) in cui tenta una difesa, anche se critica, della mentalità prussiana. Le nuove idee pacifiste si trovano nelle opere successive: il poema drammatico Prima della decisione (Vor der Entscheidung, 1919), che fu scritto durante la Seconda battaglia della Marna; il racconto Marcia del sacrificio (Opfergang, 1919), che è una descrizione degli orrori della Battaglia di Verdun; il dramma Una stirpe (Ein Geschlecht, 1917) che è una delle opere più tipiche del teatro espressionista, in cui la carica ideologica si traduce in forme convulse.
Scarsa eco hanno avuto le numerose opere narrative e drammatiche successive; discreto successo le opere saggistiche. È stato inoltre applaudito conferenziere.